# Dorfkirche Herrnburg

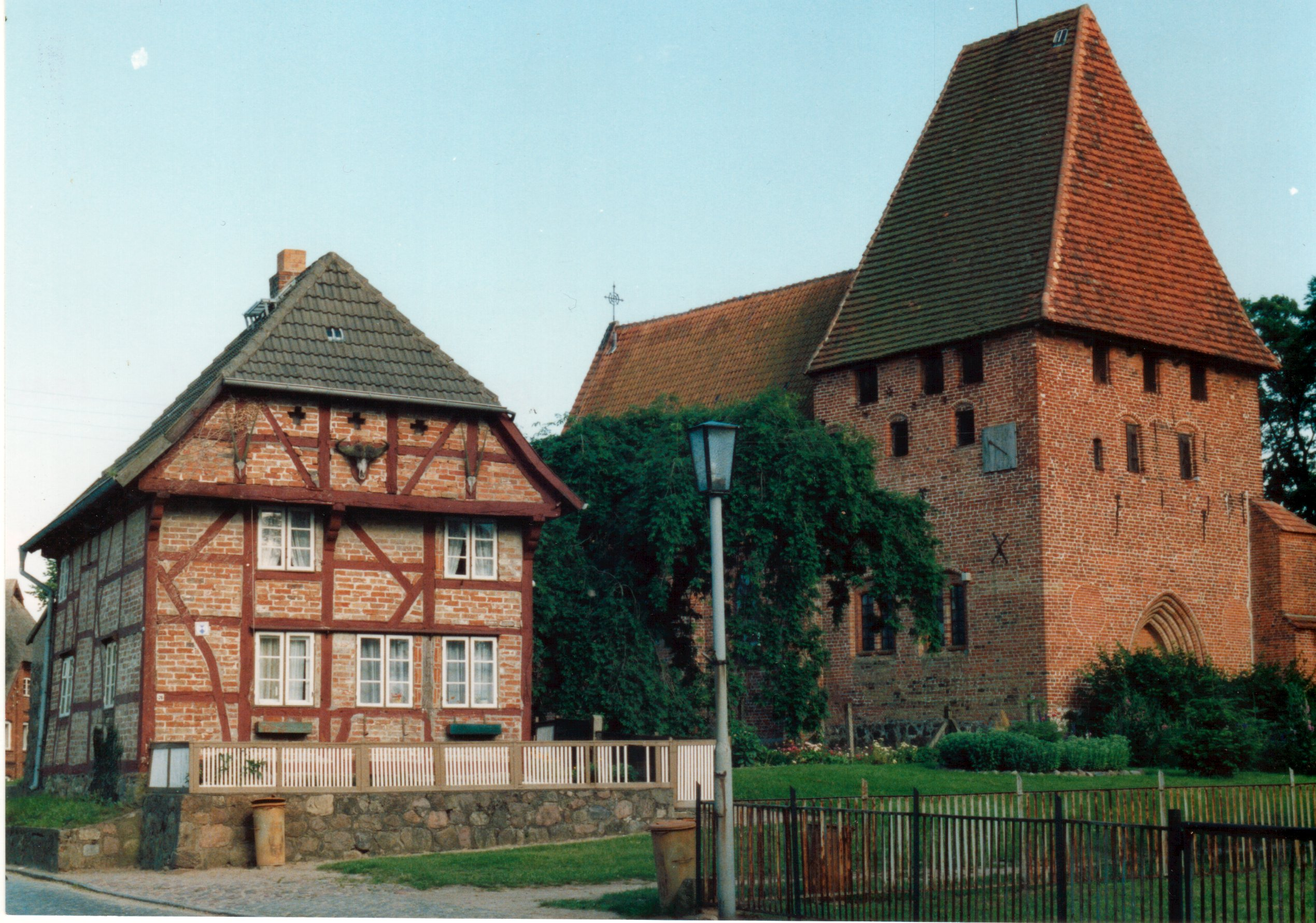
Kirche und Altes Zollhaus in Herrnburg

Die Dorfkirche Herrnburg im Ortsteil Herrnburg der Gemeinde Lüdersdorf ist eine einschiffige Kirche der Backsteingotik. Sie liegt im Ortskern von Herrnburg umgeben von Pastorat, Altem Zollhaus, ehemaliger Wassermühle, ehemaligen Gaststättengebäuden und dem Feuerwehrhaus.

## Zeugnisse

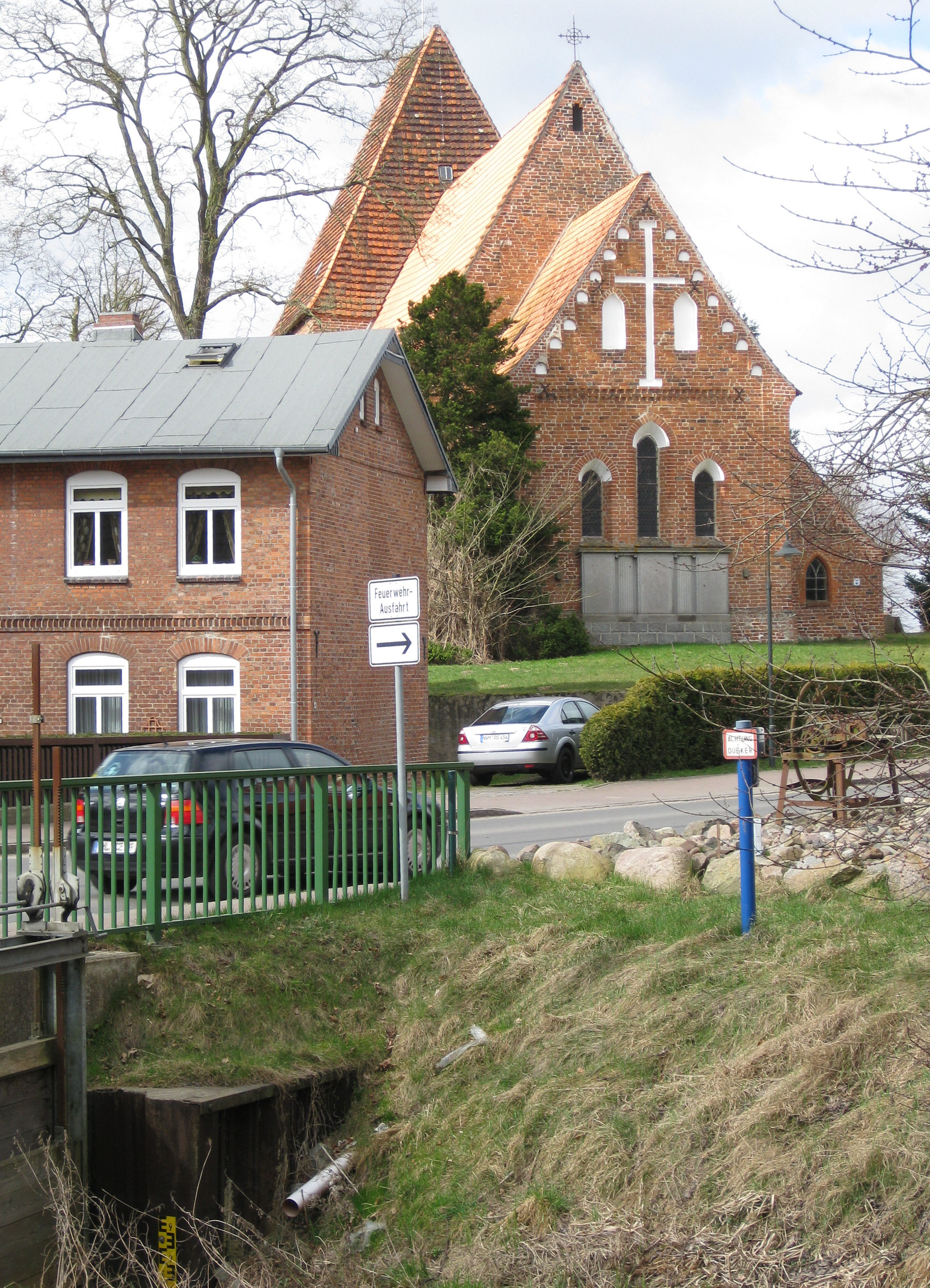
Von Osten: Chor, Schiff und Turm. Rechts die Sakristei

Im Ratzeburger Zehntregister wird Herrnburg 1230 noch nicht erwähnt. Die Kirche ist urkundlich erstmals 1319 belegt. Der Ort Herrnburg wird 1399 erstmals genannt.

## Baugeschichte
Der älteste Teil der gotischen Dorfkirche Herrnburg ist der für Norddeutschland typische quadratische Kastenchor mit seinen ebenso typischen drei Ostfenstern. Er wird auf die Mitte des 13. Jahrhunderts datiert und diente vermutlich ursprünglich als Kapelle an der Zollstation.
Das Kirchenschiff und die Sakristei an der Nordseite des Chores werden von der Entstehung her der Spätgotik zum Ende des 15. Jahrhunderts zugeordnet. Der mächtige Kirchturm ist noch jünger und wurde in der ersten Hälfte des 16. Jahrhunderts vor die Westseite des Kirchenschiffes gesetzt.
Die ursprünglichen Kreuzgewölbe des Chors wurden 1767 durch eine flache Holzbalkendecken-Konstruktion ersetzt. Auch das Schiff hat eine flache Holzdecke, die Sakristei hingegen ein Tonnengewölbe. Der Turm trägt ein Walmdach von roten Ziegeln.

## Ausstattung
Der spätgotische Flügelaltar ist ein Werk Lübecker Künstler zu Beginn des 15. Jahrhunderts. Wahrscheinlich ist der Marienaltar identisch mit dem Altar, den der Lübecker Münzmeister Petrus Huk 1418 für die Maria-Magdalenenkirche (Burgkirche) in Lübeck stiftete. Huk hatte bereits den Umbau des Chores der Burgkirche um 1400 finanziert. Der Kunsthistoriker Hans Wentzel ordnete die Figuren 1937 drei verschiedenen Lübecker Bildschnitzern zu, die er zur Unterscheidung mit den Notnamen Herrnburger Meister I – III bezeichnete. Die verschiedenen Stilarten der einzelnen Figuren weisen darauf hin, dass aus der Stiftung des Petrus Huk kein neuer Altar hergestellt wurde, sondern ein bestehendes Retabel aus der Zeit um 1390 erweitert wurde. Der Altar gelangte vermutlich im Zusammenhang mit der Renovierung des Chores 1767 in die Herrnburger Kirche. Die größtenteils weiblichen Heiligen im Mittelteil sind in zwei Reihen um die zentralen Darstellung der Verkündigung des Herrn (untere Reihe) und der Marienkrönung (obere Reihe) angeordnet. Die Figuren in den Seitenflügeln stellen die Apostel dar. Die ursprüngliche farbliche Fassung der geschnitzten Holzfiguren des Triptychons hat sich nicht erhalten, denn die Figuren wurden 1937  „von der entstellenden Bemalung befreit.“ Auch die renaissancezeitliche Bemalung der Rückseiten der Seitenflügel wurde entfernt. Seit der Renovierung 1989/90 steht das Retabel auf dem mittelalterlichen Altartisch und ist von einem gotischen Kruzifix gekrönt.
Das älteste Ausstattungsstück dürfte das um 1400 entstandene Taufbecken sein, ein bronzener Kessel auf drei unregelmäßig angeschweißten Beine. 1618 stiftete Anna Broies die Taufschale aus Messing.
Die Kanzel ist eine Arbeit im Übergangsstil zwischen Renaissance und Barock. Sie wurde 1675 von dem Lübecker Bildschnitzer Gerhard Fick im Ohrmuschelstil gearbeitet. Die Figuren auf Korb und Aufgang stellen Christus als Weltenrichter umgeben von Evangelisten und Apostel dar. Den Schalldeckel bekrönt Christus als Guter Hirte. Die Kanzel war vermutlich für eine andere Kirche hergestellt worden. Ihre Vorgängerin, eine Stiftung des Stiftssuperintendenten Nicolaus Peträus und seiner Frau von nach 1593, kam zu diesem Zeitpunkt in die 1973 gesprengte Kapelle des Siechenhauses vor Dassow.
Im Chor hängt über der zugemauerten Priestertür an der Nordwand ein Gemälde des Pastors Johann Wilhelm Bartholomäus Rußwurm (1770–1855), der von 1809 bis zu seinem Tod 1855 in Herrnburg wirkte und dem kirchlichen Leben zu einem Aufschwung verhalf. In den Händen hält er die von ihm 1826 veröffentlichte Musikalische Altar-Agende, nach der viele Jahrzehnte lang in den Kirchen der Umgebung der Gottesdienst gefeiert wurde.
Unter der Decke ist eine Walrippe aufgehängt.

### Orgel

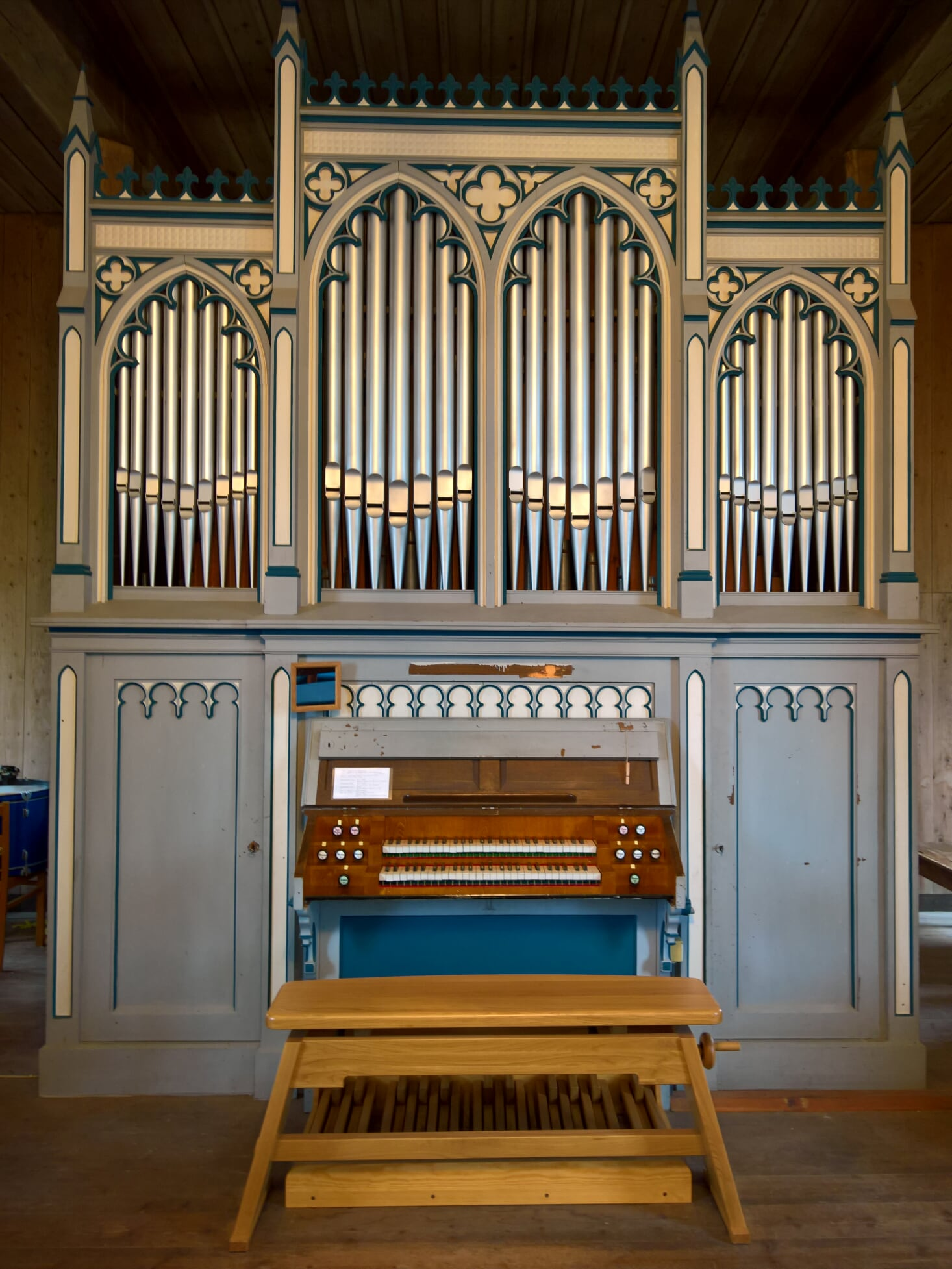
Die Mehmel-Orgel (1883/84, restauriert 2014)

Die Orgel wurde 1883/84 von dem Orgelbauer Friedrich Albert Mehmel auf der Westempore errichtet. 2014 erfolgte eine Restaurierung durch Reinalt Johannes Klein. Das Instrument verfügt über zehn Register, die auf zwei Manuale und Pedal verteilt sind. Die Trakturen sind mechanisch, die Windladen als Kegelladen ausgeführt. Die Disposition lautet wie folgt:
| I Hauptwerk C–f3         |     |
| Bordun                   | 16′ |
| Prinzipal                | 8′  |
| Gedackt                  | 8′  |
| Octave                   | 4′  |
| Progressio harmonika III |     |

| II Nebenwerk C–f3 |    |
| Hohlflöte         | 8′ |
| Viola di Gamba    | 8′ |
| Flauto dolce      | 4′ |

| Pedal C–d1    |     |
| Subbass       | 16′ |
| Prinzipalbass | 8′  |

- Koppeln: II/I, I/P, II/P
- Windablass

### Glocken
Die größere der beiden Glocken im Turm wurde 1731 von Lorenz Strahlborn gegossen, die kleine Glocke goss Johann David Kriesche 1782 aus einer älteren Glocke um. Von den ursprünglich drei Glocken wurden die größte und älteste (von 1690) und die kleinste im Ersten Weltkrieg konfisziert. Die Kleinste kehrte 1921 in die Kirche zurück. Im Zweiten Weltkrieg wurde die größere der verbliebenen Glocken beschlagnahmt. Sie wurde nach dem Krieg auf dem Hamburger Glockenfriedhof gefunden und wurde nach Herrnburg zurückgebracht. Bis ins Jahr 2021 wurden beide Glocken per Hand geläutet. Pläne für eine elektrische Läuteanlage gab es schon in den 1980er Jahren, jedoch kam diese erst im Jahr 2021, als ein Lübecker Ehepaar die dritte und größte Glocke des Geläutes stiftete. Sie wurde von der Glockengießerei Bachert in Neunkirchen gegossen.
| Nr. | Name            | Schlagton | Gewicht (kg) | Durchmesser (cm) | Gießer, Gussort                              | Gussjahr | Inschrift und Verzierungen |
| --- | --------------- | --------- | ------------ | ---------------- | -------------------------------------------- | -------- | --- |
| 1   | Pulsglocke      | e1        | 1100         | 120,21           | Glockengießerei Bachert, Neunkirchen (Baden) | 2021     | Um die Schulter herum: „SOLANGE DIE ERDE STEHT, SOLL NICHT AUFHÖREN SAAT UND ERNTE, / ♱ FROST UND HITZE, SOMMER UND WINTER, TAG UND NACHT 1 MOSE 8,22“ Um den Schlagring herum: „GEGOSSEN A.D. 1578 + UMGEGOSSEN A.D. 1690 + 1707 + ZERSTÖRT IM KRIEG 1917 + ZU EHRE GOTTES NEU GEGOSSEN A.D. 2021 VON DER GLOCKENGIEßEREI BACHERT“ Auf der Vorderseite der Glocke: Mittig: Vier Symbole, von einem Kreis umschlossen. Von links nach rechts: Mond und Sonne, eine Weizenähre, ein Traubenstrauch, Mond und Sterne. Darunter: Eine Anmerkung, wer die Glocken gestiftet hat Auf der Rücksetie der Glocke: Mittig, das Siegel der Herrnburger Kirche (In der Mitte ein Kreuz obendrüber im Halbkreis: „Kirche zu Herrnburg“) Darunter das Gießerzeichen der Glockengießerei Bachert |
| 2   | Soli Deo Gloria | fis1      | -            | 104,8            | Lorenz Strahlborn, Lübeck                    | 1731     | Um die Schulter herum: „S O L I D E O G L O R I A“ (Über und unter der Inschrift verlaufen für Glocken Strahlborns, typische Muster um die Glocke herum, Teilweise mit Tannenzapfen) Um den Schlagring herum: „HANC FORMAM MIHI DEDIT LAVRENTIVS STRAHLBORN LVBECK ANNO CHRISTI M DCC XXXXI *Tannenzapfen*“ (Über der Inschrift verläuft ein Muster um die Glocke herum) Auf der Vorderseite der Glocke: „HILF HERR JESV LAS GELINGEN / SEGNE VNSER GOTTES HAVS / GIB VNS HEIL ZV ALLEN DINGEN / WAN WIR GEHEN EIN VND AVS / HILF DAS VNS DIE NEVE GLOCKE / ALLE IN DEN HIMMEL LOCKE“ (Über, unter, rechts von und links von der Inschrift ist jeweils ein Engelskopf eingegossen. Links und rechts neben dem oberen Engelskopf ist jeweils eine Krone eingegossen. Links und rechts neben dem unteren Engelskopf ist jeweils ein Tannenzapfen eingegossen.) Auf der Rückseite der Glocke: „SVB REGIMIN / ADOLPHI FRIDERICI III / DVCIS MEGAPOLITANI / CLEMENTISSIMI / / CVRA / IOH. CHRISTOPHORI BACMEISTERI / PASTORIS DASSOV / IVRATIS HINRICH BLANCKE. / HANS METTE. PAVL OLDEN: / BORG. HINRICH SCHVTTE“ (Über der Inschrift ist ein umgedrehter Tannenzapfen eingegossen. Links und rechts von der Inschrift ist jeweils ein Engelskopf eingegossen. Unter der Inschrift ist eine Krone eingegossen.) |
| 3   | Soli Deo Gloria | a1        | -            | 78,9             | Johann David Kriesche, Lübeck                | 1782     | Oben um die Schulter herum: „MICH HAT GEGOSSEN. IOHANNES DAVID KRIESCHE IN LÜBECK SOLI DEO GLORIA“ (Über und unter der Inschrift laufen Muster um die Glocke herum) Um den Schlagring herum: Um die Glocke verläuft ein Muster. Auf der Vorderseite der Glocke: „DAMALS. WAR. PASTOR. ZU. HERRENBURG. / HERRN. IOHANN. ERNST. IUHRS. AUS. RATZEBURG. / UND. KIRCHEN. IURATEN. / PAGEL. OLLDENBORG. AUS. GROSENMIHST. / IOCHIM. MICHAEL. HARMSSEN. AUS. PAHLEN. / HANS. OLDENBURG AUS. LUHRSTORF. / UND. HINRICH. SCHUTT. IN. HERRENBURG.“ (Um die Inschrift herum sind verschiedene Symbole abgebildet wie z.B. eine Blume, eine Krone und ein Engelskopf) Auf der Rückseite der Glocke: „UNTER. REGIERUNG. DES. DURCHLAUCHTIGSTEN. UND / EHREN. HERRN. ADOLPHF. FRIEDERICH. DES. VIERTEN. / HERTZOG. ZU. MECKLENBURG. / FURSTEN. ZU. WENDEN. / SCHWERIEN. UND. RATZEBURG. / AUCH GRAFEN ZU SCHWERIEN, / DER. LANDE. ROSTOCK. UND. STARGART. / IST. DIESE. GLOCKE. UMGEGOSSEN. WORDEN. ANNO. 1782.“ (Um die Inschrift herum sind verschiedene Symbole abgebildet, diese verbinden sich mit den Symbolen von der Vorderseite) |

## Gemeinde

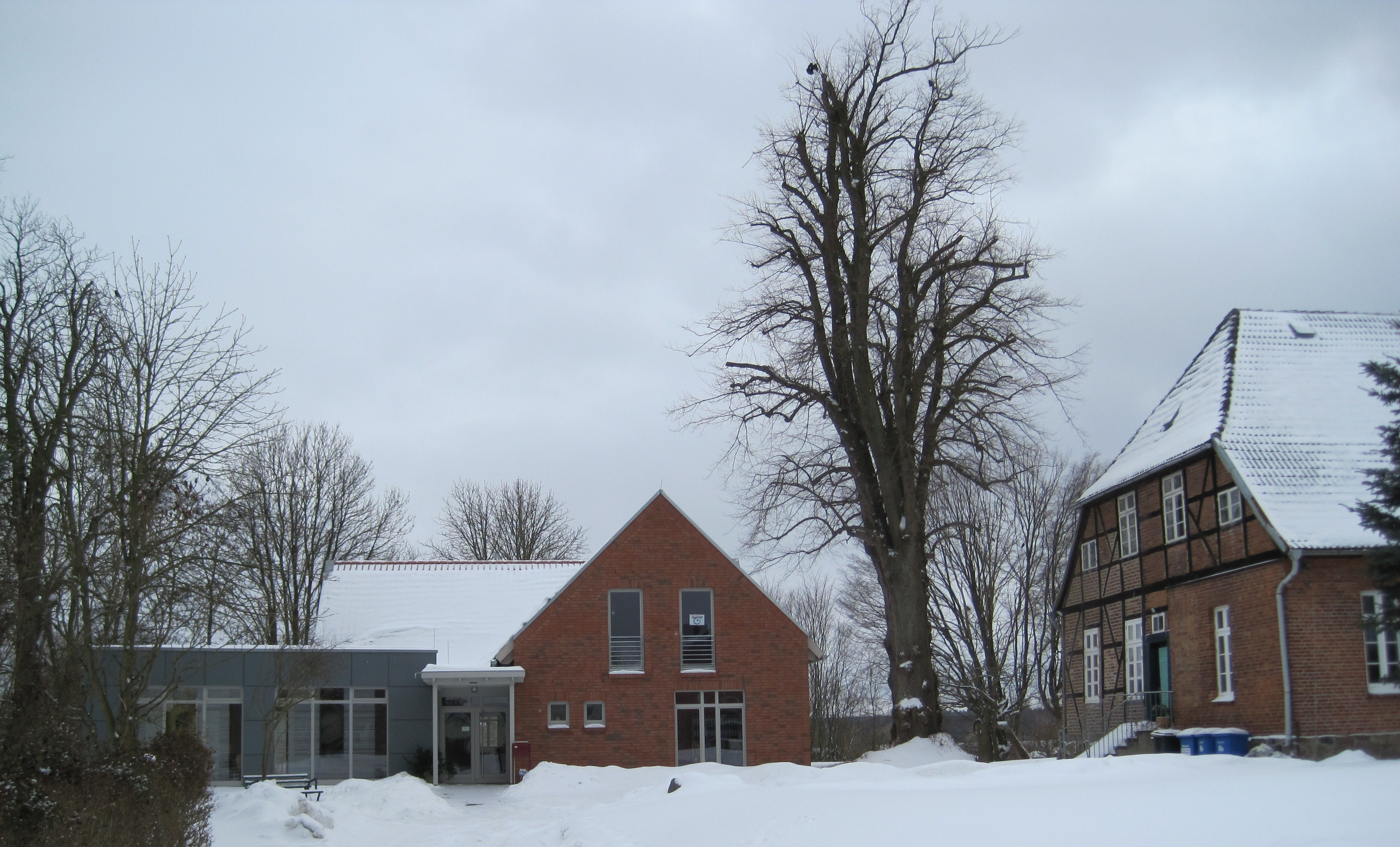
Das neue Kirchgemeindezentrum links neben dem Pastorat

Das Gebiet der Kirchgemeinde Herrnburg umfasst auch Duvennest, Klein und Groß Neuleben (früher Groß und Klein Mist), Lenschow, Lüdersdorf, Palingen, Wahrsow sowie bis 1945 auch das Lübeckische Gut Brandenbaum im Stadtteil Lübeck-St. Gertrud.
Heute gehört die Gemeinde zur Propstei Wismar im Kirchenkreis Mecklenburg der Evangelisch-Lutherischen Kirche in Norddeutschland. Durch neue Wohngebiete nach der Wende wuchs die Zahl der Gemeindemitglieder von 500 im Jahr 1993 auf etwa 1700 Mitglieder im Jahr 2005. Aufgrund des Mitgliederzuwachses wurde 2009 zwischen Kirche und altem Pastorat ein neues Gemeindezentrum gebaut.
Die St.-Marien-Kirche (Selmsdorf) wird von Herrnburg aus mitverwaltet.

### Pastoren
- Carl Gottlob Heinrich Arndt (1751–1830), in Herrnburg von 1783 bis 1802, dann Dompropst am Ratzeburger Dom
- Johann Wilhelm Bartholomäus Rußwurm (1770–1855), in Herrnburg von 1809 bis zu seinem Tod 1855
- Johannes Rußwurm (1814–1890), in Herrnburg von 1841 bis 1855 als Adjunkt seines Onkels und von 1855 bis 1859 als Pastor, dann Dompropst am Ratzeburger Dom